# Aleksander Przyłucki

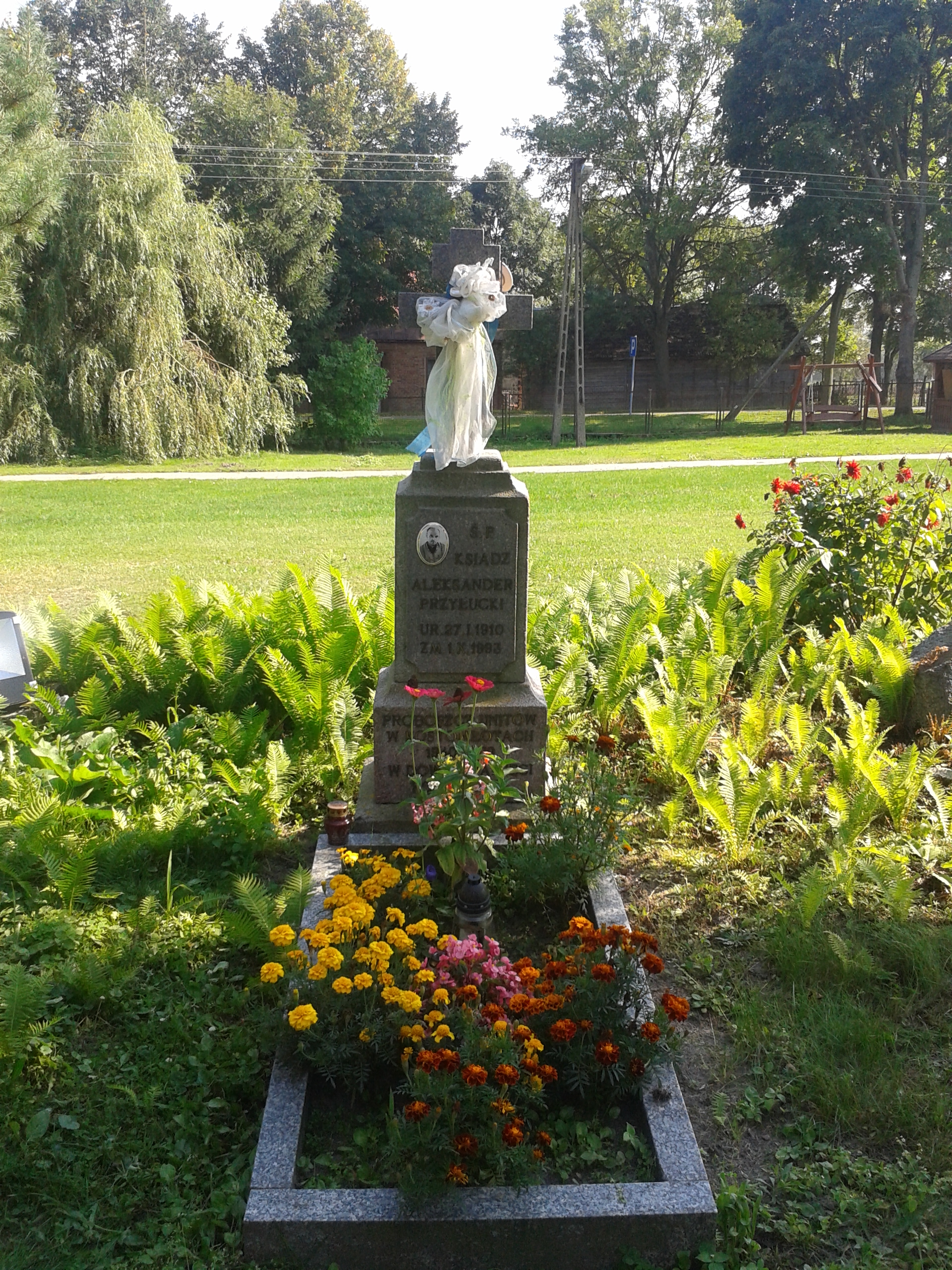
Grób duchownego przy cerkwi św. Nikity w Kostomłotach

Aleksander Pryłucki (właśc. Aleksander Przyłucki, ur. 27 stycznia 1910 w Częstochowie, zm. 1 października 1993 w Sanoku) – ksiądz katolicki obrządku bizantyjsko-słowiańskiego, proboszcz parafii św. Nikity Męczennika w Kostomłotach w latach 1940–1969.

## Życiorys
Wychował się w Ortelu Książęcym. W 1925 roku jego opiekunem został ks. Bazyli Hrynyk, który skierował go na nauki do gimnazjum redemptorystów w Zboiskach, a następnie do gimnazjum w Drohiczynie.
W 1929 roku po zdaniu egzaminu maturalnego Aleksander Przyłucki wstąpił do seminarium greckokatolickiego w Przemyślu. W 1930 roku został klerykiem Papieskiego Seminarium Wschodniego w Dubnie. 17 kwietnia 1934 roku ukończył seminarium i został wyświęcony na księdza.
Do 1940 roku pracował jako wikariusz w parafiach diecezji siedleckiej. 22 sierpnia 1940 roku został proboszczem parafii neounickiej w Kostomłotach.
Po zakończeniu działań wojennych na Podlasiu w 1944 roku ks. Aleksander Przyłucki pomimo wysiedleń miejscowej ludności w ramach akcji „Wisła” pozostał w Kostomłotach i nadal prowadził pracę duszpasterską w obrządku bizantyjsko-słowiańskim. W 1947 roku ordynariusz diecezji siedleckiej Ignacy Świrski proponował wprowadzenie rytu łacińskiego w parafii. Upór proboszcza Przyłuckiego sprawił jednak, że liturgia w obrządku bizantyjsko-słowiańskim w Kostomłotach przetrwała, a z czasem miejscowość stała się jedynym miejscem w Polskiej Rzeczypospolitej Ludowej, gdzie była publicznie sprawowana.
1 września 1969 roku ks. Aleksander Przyłucki przeszedł na emeryturę. Jego następcą w kostomłockiej parafii został marianin Roman Piętka. Kilka lat przed śmiercią zamieszkał w Sanoku. Został pochowany 10 października 1993 roku w Kostomłotach.